# Pecan Hill (Texas)
Pecan Hill es una ciudad ubicada en el condado de Ellis en el estado estadounidense de Texas. En el Censo de 2010 tenía una población de 626 habitantes y una densidad poblacional de 113,58 personas por km².

## Geografía
Pecan Hill se encuentra ubicada en las coordenadas 32°29′27″N 96°46′53″O / 32.49083, -96.78139. Según la Oficina del Censo de los Estados Unidos, Pecan Hill tiene una superficie total de 5.51 km², de la cual 5.51 km² corresponden a tierra firme y (0%) 0 km² es agua.

## Demografía
Según el censo de 2010, había 626 personas residiendo en Pecan Hill. La densidad de población era de 113,58 hab./km². De los 626 habitantes, Pecan Hill estaba compuesto por el 88.5% blancos, el 2.24% eran afroamericanos, el 0.96% eran amerindios, el 0% eran asiáticos, el 0% eran isleños del Pacífico, el 6.71% eran de otras razas y el 1.6% pertenecían a dos o más razas. Del total de la población el 14.06% eran hispanos o latinos de cualquier raza.